# Pardosa flavipalpis
Pardosa flavipalpis là một loài nhện trong họ Lycosidae.
Loài này thuộc chi Pardosa. Pardosa flavipalpis được Frederick Octavius Pickard-Cambridge miêu tả năm 1902.